# Robert Le Ricolais
Robert Le Ricolais, né le 30 octobre 1894 à la Roche-sur-Yon (Vendée) d'un père avocat et d'une mère enseignante, décédé le 4 juin 1977 à Neuilly-sur-Seine,, est un ingénieur français considéré comme l'un des créateurs du principe de structure spatiale, faite de logique mathématique et d’observation de la nature.
Ingénieur autodidacte et n'était titulaire d'aucun diplôme d'ingénieur, d'architecte ou de mathématique. Ce n'est en effet qu'à partir de la loi du 10 juillet 1934 que le titre d’ingénieur se justifie par un diplôme dispensé par une école  certifiée.

## Biographie
Il obtient son baccalauréat ès sciences après des études secondaires à Angoulême et s’inscrit en 1912 à la Sorbonne mais est mobilisé pour la Première Guerre mondiale le 13 octobre 1914 et doit arrêter ses études sans jamais être diplômé. Il est démobilisé le 4 avril 1919 et, gravement blessé, il reviendra de la guerre avec croix de guerre, médaille militaire, trois blessures, deux citations et une pension d'invalide.
Il vit à Paris de 1918 à 1931 puis s'installe à Nantes où il exerce une activité salariée au sein d’entreprises hydrauliques pendant treize ans, travail qui lui permet en parallèle d'approfondir ses connaissances dans le domaine des structures. Au cours de cette période il développe des systèmes constructifs, il dépose des brevets et produit des publications scientifiques.
Il publie notamment en 1935 un article intitulé "Les Tôles composées et leurs applications aux structures métalliques légères" introduisant le concept des parois minces structurelles appliqué au domaine du bâtiment qu'il décline également pour le secteur de l'aéronautique. Il invente notamment un principe de panneaux rigides baptisé "Isoflex" composé de deux feuilles de tôle ondulée rivetées et croisées. Il obtient la médaille de la Société des ingénieurs civils de France pour ses recherches et ses idées novatrices sur les structures légères.
En 1940 il publie un article intitulé Systèmes réticulés à trois dimensions traçant auprès de nombreux ingénieurs et architectes la voie des structures tridimensionnelles mais la Seconde Guerre mondiale freine son activité de recherche.
En 1943 il brevette "Aplex", un système de structure tridimensionnelle formé d'éléments préfabriqués en bois, adapté à la construction d'ouvrages de grande portée sans point d’appui intermédiaire tels que hangars, halls ou marchés couverts. Ce système permet des économies de matière et de main d’œuvre en favorisant la légèreté de la structure et la simplicité de montage.
Au sortir de la guerre il démissionne de son poste chez Air Liquide, où il était directeur adjoint de l'agence de l'Ouest, et se lance comme ingénieur conseil.
Le 20 juillet 1945 il est admis à l’unanimité au sein de l’Union des artistes modernes où il entre notamment en contact avec Gabriel Guévrékian.
En 1945 il est sollicité par les architectes Paul Dufournet et Jean Bossu pour contribuer à la reconstruction du village du Bosquel dans la Somme, au sein d’un « Service architectural du Bosquel ». Ce village, presque intégralement détruit par l’avancée de l’armée allemande le 7 juin 1940, est choisi par le Commissariat à la reconstruction immobilière pour faire l'objet d'une reconstruction expérimentale et rationnelle. Le Ricolais y définit un système spectaculaire de couverture des bâtiments d’exploitation et des hangars en utilisant son système de charpente tridimensionnelle Aplex, conception finalement refusée par le commissaire à la Reconstruction sous prétexte qu’on ne pouvait pas le calculer, argument qu'il balayera en publiant un article intitulé "Structures comparées en deux et trois dimensions"  destiné à démontrer que cette structure est parfaitement calculable.
Des grands ouvrages qu'il a conçus avec le brevet « Aplex », il ne subsiste aujourd'hui que le garage administratif de Yaoundé, au Cameroun, redécouvert en mai 2017, structure tridimensionnelle bâtie en 1947 couvrant 3400 mètres carrés .
Souffrant d'un manque de reconnaissance en France, il choisit en 1951 d’immigrer aux États-Unis où il est invité à enseigner à l'université d'Illinois à Urbana, puis devient professeur d’architecture à l'université de Pennsylvanie à Philadelphie de 1956 à 1974, où il crée un laboratoire lui permettant de poursuivre ses recherches structurales,. Il y rencontre notamment Louis Kahn. Ses recherches se focalisent alors sur des sujets tels que les structures répétitives, les structures tendues, les  surfaces à double courbure ou encore l'automorphisme et le dualisme des structures.
En 1962 il reçoit le grand prix annuel du Cercle d'études architecturales pour ses recherches sur les structures spatiales. C'est au cours de la réception que André Malraux, dans son discours, le qualifie de « père des structures spatiales. »
En 1965 le Palais de la Découverte tient l'exposition "Le Ricolais, Espace, Mouvement et Structures" à l'occasion de laquelle il tient une conférence intitulée À la recherche d'une mécanique des formes le 7 juillet 1965.
Son retour en France est envisagé au début des années 1970 notamment sous l'impulsion de Stéphane du Château mais aussi de David-Georges Emmerich.
En 1974 il succède à Louis Kahn et obtient la chaire d'architecture Paul Philippe Cret de l'université de Philadelphie.
En 1976 il obtient le prestigieux prix de l'Institut américain des architectes.
Il est nommé président d'honneur de l'IRASS (Institut de recherches et d’applications des structures spatiales) qui deviendra le 30 juillet 1977, après son décès, l'institut Le Ricolais. Il avait épousé Marguerite Duverel (1894-1981).

## Publications

### Publications scientifiques
- Robert Le Ricolais, Les Tôles composées et leurs applications aux structures métalliques légères, Bulletin de la Société des ingénieurs civils de France n°5-6, 1935
- Robert Le Ricolais, Les tôles composées et leurs applications à la construction aéronautique (Revue), Paris, Gauthier-Villars, coll. « L'Aéronautique » (no 201), février 1936 (lire en ligne), p. 25
- Robert Le Ricolais, Systèmes réticulés à trois dimensions, Annales des Ponts et Chaussées (7 aout 1940 et 9 aout 1941)
- Robert Le Ricolais, Structures comparées en deux et trois dimensions, Techniques et Architecture n°9-10, 1946, p. 418
- Robert Le Ricolais, Charpente tridimensionnelle pour hangars, Techniques et Architecture n°7-8, 1947, p. 406
- Robert Le Ricolais, USA. Recherches expérimentales à l’Université de Pennsylvanie, Techniques et Architecture (no 5), juin 1969, p. 56
- Robert Le Ricolais, 1972-1973. Recherches structurales, université de Pennsylvanie, Techniques et Architecture (no 294), octobre 1973, p. 48

### Poèmes
- Robert Le Ricolais, À toute vapeur, Cahiers de l’école de Rochefort
- Robert Le Ricolais, Matières, Renens : Chabloz, 1964

## Postérité
Des rues portent son nom en France à la Roche-sur-Yon, Nantes et Orvault.
Différents fonds sont conservés au musée national d'art moderne, à la bibliothèque Kandinsky du centre Georges-Pompidou et dans les Archives d'architecture de l'université de Pennsylvanie,.